# Ronde van Nederland
De Tour of Holland (voorheen de Ronde van Nederland) is een wielerronde voor profrenners.
In de jaren tot 2004 droeg deze wedstrijd omwille van sponsorbelangen al de naam Eneco Tour, naar het Nederlandse energiebedrijf. Traditioneel vond de wedstrijd plaats op het einde van de maand augustus. Gedurende een aantal jaren werd er geen ronde gereden. In 2005 werd de Ronde van Nederland in het kader van de UCI ProTour vervangen door een Nederlands/Belgisch evenement. Deze opvolger behield de naam Eneco Tour en de datum op de wielerkalender. Na 20 jaar wordt er in 2025 nieuw leven ingeblazen in deze ronde onder de naam Tour of Holland.

## Tour of Holland (2025-heden)
Op 5 februari 2025 werd bekendgemaakt dat na de populariteit van de Tour de France Femme in 2024, er in 2025 de Tour of Holland zal worden verreden in oktober van hetzelfde jaar. De Tour of Holland is de officiële opvolger van de Ronde van Nederland. Hoewel de naam foutief suggereert dat de ronde in enkel twee provincies wordt verreden, wordt het heus door het hele land verreden. Met vĳf etappes van 14 tot en met 19 oktober trekt de ronde respectievelĳk langs Den Haag, Etten-Leur, Limburg, Drenthe en Arnhem. Ook in 2026 en 2027 zal deze ronde worden verreden. Vanaf 2026 zullen ook de vrouwen deelnemen aan de wielerwedstrĳd. Deze ronde profileert zich als de grootste wielerronde van Nederland te worden.

## Lijst van winnaars
1948 ·  Emiel Rogiers

1949 ·  Gerrit Schulte

1950 ·  Henk Lakeman

1951 ·  Jean Bogaerts

1952 ·  Wim van Est

1953 ·  niet verreden 

1954 ·  Wim van Est

1955 ·  Piet Haan

1956 ·  Rik Van Looy

1957 ·  Rik Van Looy

1958 ·  Piet van Est

1959 ·  niet verreden 

1960 ·  Peter Post

1961 ·  Dick Enthoven

1962 ·  niet verreden 

1963 ·  Lex van Kreuningen

1964 ·  niet verreden 

1965 ·  Jan Janssen

1966-1974 ·  niet verreden 

1975 ·  Joop Zoetemelk

1976 ·  Gerrie Knetemann

1977 ·  Bert Pronk

1978 ·  Johan van der Velde

1979 ·  Jan Raas

1980 ·  Gerrie Knetemann

1981 ·  Gerrie Knetemann

1982 ·  Bert Oosterbosch

1983 ·  Adri van Houwelingen

1984 ·  Johan Lammerts

1985 ·  Eric Vanderaerden

1986 ·  Gerrie Knetemann

1987 ·  Teun van Vliet

1988 ·  Thierry Marie

1989 ·  Laurent Fignon

1990 ·  Jelle Nijdam

1991 ·  Frans Maassen

1992 ·  Jelle Nijdam

1993 ·  Erik Breukink

1994 ·  Jesper Skibby

1995 ·  Jelle Nijdam

1996 ·  Rolf Sørensen

1997 ·  Erik Dekker

1998 ·  Rolf Sørensen

1999 ·  Serhij Hontsjar

2000 ·  Erik Dekker

2001 ·  Léon van Bon

2002 ·  Kim Kirchen

2003 ·  Vjatsjeslav Jekimov

2004 ·  Erik Dekker

2025 ·  wordt nog verreden 

In 2004 werd de laatste Ronde van Nederland verreden. De wedstrijd is voortgezet als Eneco Tour.

### Meervoudige winnaars

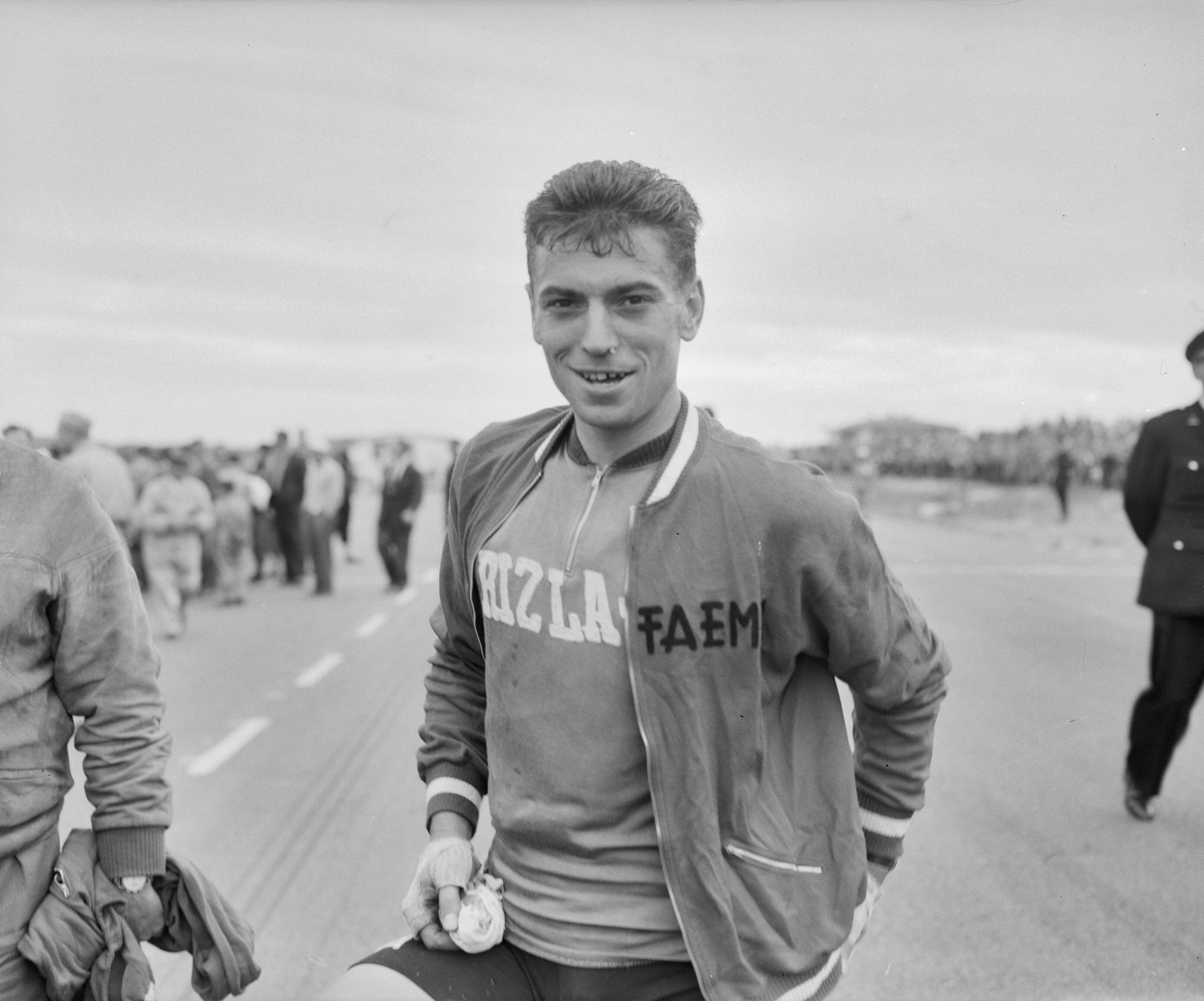
Rik Van Looy op het Zandvoort circuit na het winnen van de 3e rit in 1956

| Overwinningen | Renner           | Land       | Jaren                  |
| ------------- | ---------------- | ---------- | ---------------------- |
| 4             | Gerrie Knetemann | Nederland  | 1976, 1980, 1981, 1986 |
| 3             | Jelle Nijdam     | Nederland  | 1990, 1992, 1995       |
| 3             | Erik Dekker      | Nederland  | 1997, 2000, 2004       |
| 2             | Wim van Est      | Nederland  | 1952, 1954             |
| 2             | Rik Van Looy     | België     | 1956, 1957             |
| 2             | Rolf Sørensen    | Denemarken | 1996, 1998             |

### Overwinningen per land
| Overwinningen | Land                         |
| ------------- | ---------------------------- |
| 31            | Nederland                    |
| 5             | België                       |
| 3             | Denemarken                   |
| 2             | Frankrijk                    |
| 1             | Luxemburg, Oekraïne, Rusland |

1948 · 1949 · 1950 · 1951 · 1952 · 1953 · 1954 · 1955 · 1956 · 1957 · 1958 · 1959 · 1960 · 1961 · 1962 · 1963 · 1964 · 1965 · 1966 · 1967 · 1968 · 1969 · 1970 · 1971 · 1972 · 1973 · 1974 · 1975 · 1976 · 1977 · 1978 · 1979 · 1980 · 1981 · 1982 · 1983 · 1984 · 1985 · 1986 · 1987 · 1988 · 1989 · 1990 · 1991 · 1992 · 1993 · 1994 · 1995 · 1996 · 1997 · 1998 · 1999 · 2000 · 2001 · 2002 · 2003 · 2004 · 2005 · 2006 · 2007 · 2008 · 2009 · 2010 · 2011 · 2012 · 2013 · 2014 · 2015 · 2016 · 2017 · 2018 · 2019 · 2020 · 2021 · 2022 · 2023 · 2024